# Vilhelm Dahlerup

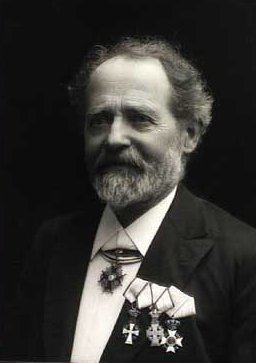
Vilhelm Dahlerup, Fotografie von Marius Christensen

Jens Vilhelm Dahlerup (geboren am 4. August 1836 in Norup (heute Mariagerfjord Kommune); gestorben am 24. Januar 1907 in Kopenhagen) war ein dänischer Architekt. Zahlreiche seiner Bauten im Stil des Historismus prägen die Innenstadt von Kopenhagen.

## Leben
Dahlerup wurde 1836 als Sohn des Propstes Michael Henrik Ludvig Dahlerup und seiner Frau Susanne Marie, geborene Le Sage de Fontena, im Landhaus Norup Præstegård in der Gemeinde Norup in Jütland geboren. Nachdem er ab 1853  bei dem Maler Emmerik Høegh-Guldberg an der Aarhus Katedralskole ersten Zeichenunterricht erhalten hatte, wechselte er 1856 zum Architekturstudium nach Kopenhagen an die Königlich Dänische Kunstakademie. Hier gehörten die Architekten Gustav Friedrich von Hetsch und Johan Henrik Nebelong zu seinen Lehrern. Bereits während des Studiums erhielt er für seine Arbeiten eine Reihe von Preisen, darunter 1857 und 1860 den De Neuhausenske Præmier. 1859 wurde er mit der C.F. Hansen Medaille ausgezeichnet. Auf der jährlichen Ausstellung Charlottenborg Forårsudstilling war er in den Jahren 1857–1859 vertreten.
Von 1854 bis 1864 arbeitete er für den Architekten Niels Sigfred Nebelong. 1871 wurde er Mitglied der Kunstakademie. 1885 heiratete er die Pfarrerstochter Vilhelmine Koch (1861–1926). Mit Hilfe eines Stipendiums bereiste er 1864–1866 Deutschland, Frankreich, Spanien und Italien. Während seine Entwürfe zuvor von der Gotik beeinflusst waren, begann er nach seiner Rückkehr nach Dänemark vor allem im Stil der Renaissance zu arbeiten, verwandte aber auch Einflüsse aus der maurischen Architektur. 1876 besuchte er die Vereinigten Staaten.
Dahlerup war in zahlreichen Ausschüssen und Kommissionen tätig. Beispielsweise gehörte er der jeweiligen Jury für die Beteiligung Dänemarks an den Weltausstellungen in Philadelphia 1876 und Paris 1878 an. Ab 1868 arbeitete er als Hausarchitekt des Kopenhagener Vergnügungsparks Tivoli, ab 1879 wirkte er als künstlerischer Berater der Kopenhagener Hafenbehörde und der Werft der Kongelige Danske Marine. Zudem wurde er der bevorzugte Architekt des Unternehmers Carl Jacobsen und errichtete die meisten Gebäude der Brauerei Carlsberg.
Dahlerup starb 1907 in Kopenhagen. Sein Grab befindet sich auf dem dortigen Friedhof Vestre Kirkegård.

## Werke (Auswahl)

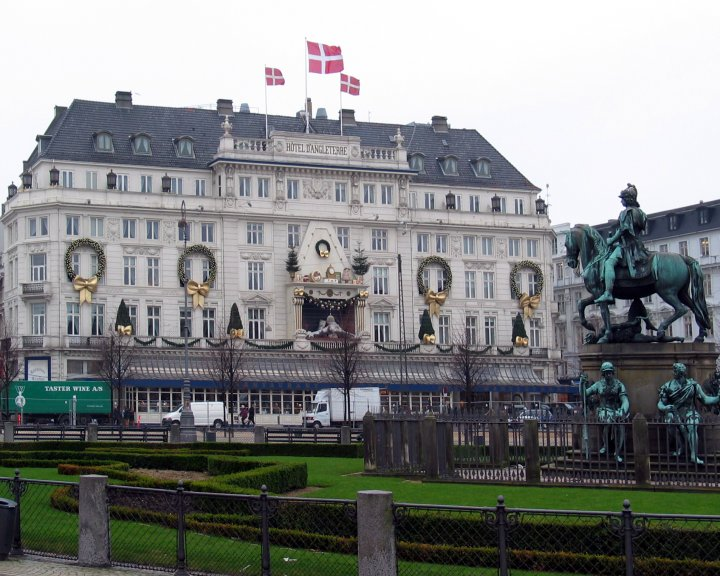
Hotel d’Angleterre

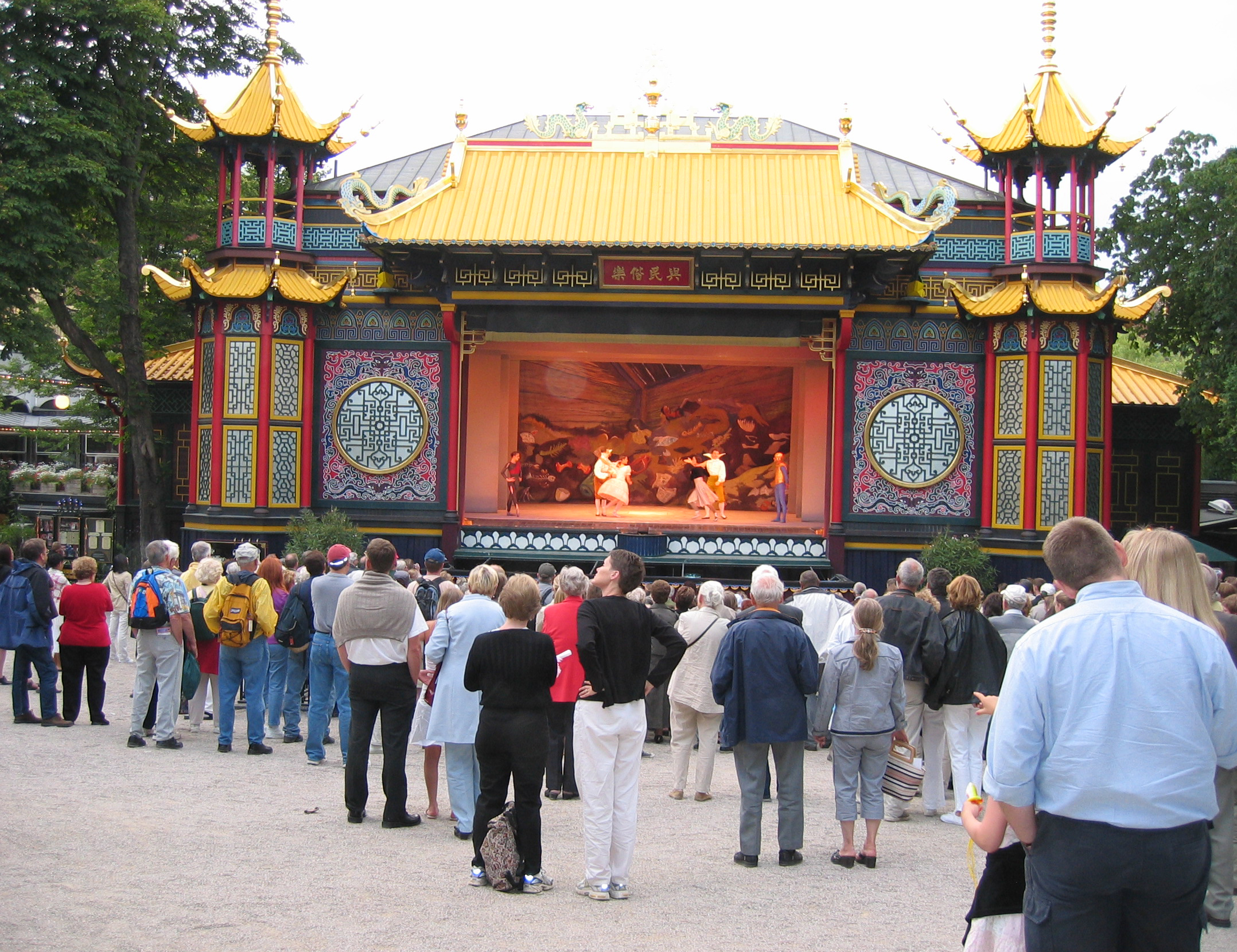
Pantomimieteatret im Tivoli

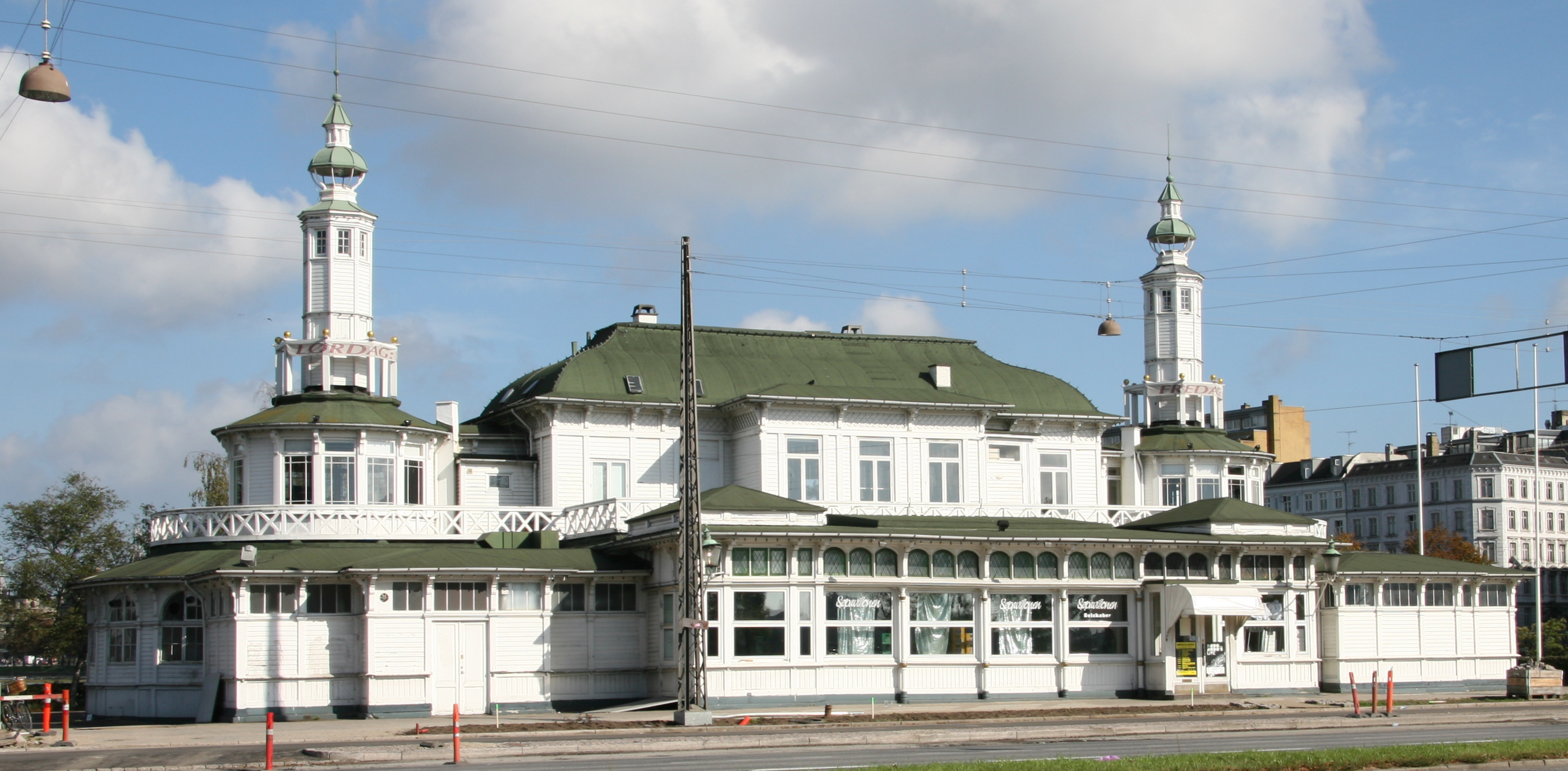
Søpavillonen

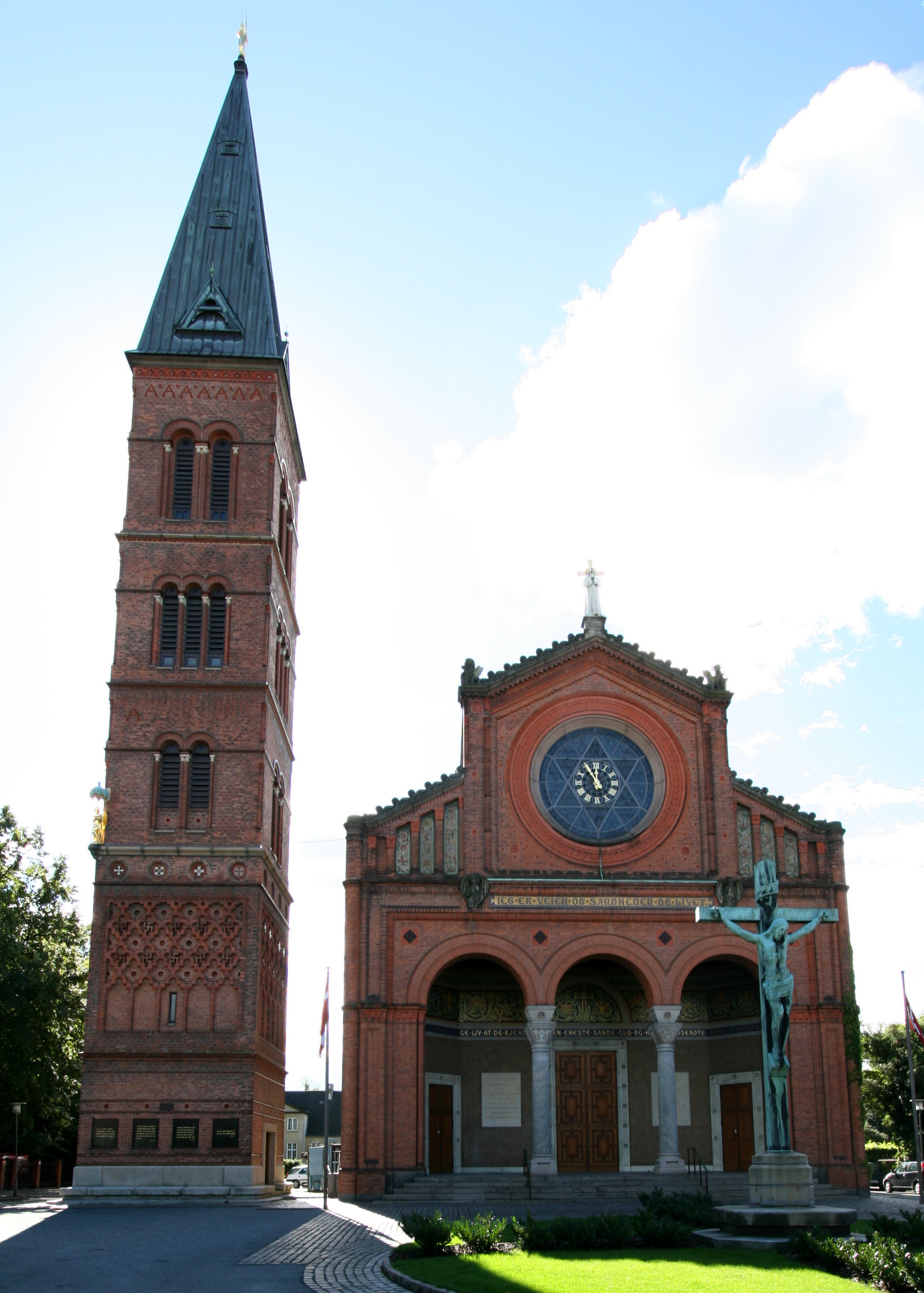
Jesuskirken

- 1859 Brauereigebäude H. I. Bies Bryggeri, Hobro
- 1861–62 Herrenhaus, Knabstrup
- 1862 Lotsenhaus, Århus
- 1867 Strynø Kirche, Strynø
- 1868 Hauptsitz der Hafenbehörde, Kopenhagen (mit Frederik Bøttger)
- 1868 Herrenhaus, Iselingen (mit Frederik Bøttger)
- 1870 Landwirtschaftsschule, Kongens Lyngby (mit Frederik Bøttger)
- 1872 Herrenhaus, Bremersvold
- 1872–1874 Det Kongelige Teater, Kopenhagen (mit Ove Petersen)
- 1873–75 Wohn- und Geschäftshäuser Ny Østergade Nr. 5, 7 und 9, Kopenhagen (mit Ove Petersen)
- 1873–75 Hotel d’Angleterre, Kopenhagen (mit Georg Ebbe Wineken Møller)
- 1874 Pantomimeteatret im Tivoli, Kopenhagen
- 1874 Gärtnerhaus im Botanisk Have, Kopenhagen
- 1875 Villa für den Maler Carl Frederik Aagaard Rosenvængets Allé 46, Kopenhagen
- 1877–1878 Villa Marina für den Schriftsteller Andreas Munch Adelgade 56, Nysted
- 1878 Badeanstalt in Kongens Have, Kopenhagen
- 1878 Brücke Højbro, Kopenhagen
- 1878 Brücke Holmens Bro, Kopenhagen
- 1878 Brücke Børsbroen, Kopenhagen
- 1880 Wohnhaus Bredgade Nr. 45, Kopenhagen
- 1880–83 Gebäude der Brauerei Ny Carlsberg, Kopenhagen
- 1882 Lagerhaus Larsens Plads, Kopenhagen
- 1884 Badeanstalt, Silkeborg
- 1884 Villa Søro, Virum (mit Georg Ebbe Wineken Møller)
- 1885–1887 Brücke Dronning Louises Bro, Kopenhagen (mit Charles Ambt)
- 1885–1891 Jesuskirken, Kopenhagen
- 1885 Restaurant Langeliniepavillonen, Kopenhagen
- 1888 Linderheim Dronning Louises Asylselskab, Kopenhagen
- 1888–1895 Statens Museum for Kunst, Kopenhagen (mit Georg Ebbe Wineken Møller)
- 1890–1891 Erweiterung des Kunstmuseums, Aarhus
- 1891–1897 Ny Carlsberg Glyptotek, Kopenhagen
- 1892–1894 Verschiedene Gebäude im Freihafen, Kopenhagen (mit Holger Christian Valdemar Møller)
- 1893–1895 Einkaufsgalerie Jorcks Passage, Kopenhagen
- 1893–1895 Villa für den Textilfabrikanten Brandt, Odense
- 1894 Restaurant Søpavillonen, Kopenhagen
- 1894–1895 Glockenturm der Jesuskirken, Kopenhagen
- 1897–1899 Krankenhaus (heute Hotel Vejlefjord), Vejle Fjord
- 1897–1899 Villa des Fabrikanten Otto Mønsted (heute Russische Botschaft), Kopenhagen
- 1901–1904 Brücke Langebro, Kopenhagen
- 1903–1906 Kuppel und Wintergarten der Ny Carlsberg Glyptotek, Kopenhagen

## Auszeichnungen
- 1875 Ernennung zum Titularprofessor
- 1883 Ritter des Dannebrogordens
- 1892 Ernennung zum Staatsrat
- 1896 Ehrenorden des Dannebrogordens